# Sportvereinigung Bayer 04 Leverkusen 1983-1984
Questa voce raccoglie le informazioni riguardanti il Turn- und Sportverein Bayer 04 Leverkusen nelle competizioni ufficiali della stagione 1983-1984.

## Stagione
Nella stagione 1983-1984 il Bayer Leverkusen, allenato da Dettmar Cramer, concluse il campionato di Bundesliga al 7º posto. In Coppa di Germania il Bayer Leverkusen fu eliminato al primo turno dal Waldhof Mannheim.

## Rosa
| N. |                     | Ruolo | Calciatore        |
| -- | ------------------- | ----- | ----------------- |
| 1  | Germania (bandiera) | P     | Rüdiger Vollborn  |
|    | Germania (bandiera) | P     | Andreas Nagel     |
|    | Germania (bandiera) | D     | Dieter Bast       |
|    | Germania (bandiera) | D     | Klaus Bruckmann   |
|    | Germania (bandiera) | D     | Jürgen Gelsdorf   |
|    | Germania (bandiera) | D     | Roman Geszlecht   |
|    | Germania (bandiera) | D     | Thomas Hörster    |
|    | Germania (bandiera) | D     | Walter Posner     |
|    | Germania (bandiera) | D     | Frank Saborowski  |
|    | Germania (bandiera) | D     | Helmut Winklhofer |
|    | Polonia (bandiera)  | D     | Rudolf Wójtowicz  |

| N. |                          | Ruolo | Calciatore      |
| -- | ------------------------ | ----- | --------------- |
|    | Germania (bandiera)      | C     | Ulrich Bittorf  |
|    | Germania (bandiera)      | C     | Peter Hermann   |
|    | Germania (bandiera)      | C     | Willi Hölzgen   |
|    | Germania (bandiera)      | C     | Wolfgang Patzke |
|    | Germania (bandiera)      | C     | Manfred Pomp    |
|    | Germania (bandiera)      | C     | Jürgen Röber    |
|    | Corea del Sud (bandiera) | A     | Cha Bum-kun     |
|    | Germania (bandiera)      | A     | Frank Glaß      |
|    | Germania (bandiera)      | A     | Wolfgang Vöge   |
|    | Germania (bandiera)      | A     | Herbert Waas    |
|    | Germania (bandiera)      | A     | Thomas Zechel   |

## Organigramma societario
Area tecnica
- Allenatore: Dettmar Cramer
- Allenatore in seconda:
- Preparatore dei portieri:
- Preparatori atletici:

## Calciomercato

### Sessione estiva
| Acquisti | Acquisti        | Acquisti                    | Acquisti |
| R.       | Nome            | da                          | Modalità |
| -------- | --------------- | --------------------------- | -------- |
| D        | Dieter Bast     | Bochum                      |          |
| A        | Cha Bum-kun     | Eintracht Francoforte       |          |
| D        | Roman Geszlecht | Schalke 04                  |          |
| C        | Willi Hölzgen   | Bayer Leverkusen II         |          |
| C        | Wolfgang Patzke | Bochum                      |          |
| C        | Manfred Pomp    | Bayer Leverkusen (juniores) |          |

| Cessioni | Cessioni           | Cessioni          | Cessioni |
| R.       | Nome               | a                 | Modalità |
| -------- | ------------------ | ----------------- | -------- |
| D        | Dietmar Demuth     | Kickers Offenbach |          |
| D        | Andreas Fehse      | Rot-Weiss Essen   |          |
| P        | Uwe Greiner        | TeBe Berlino      |          |
| C        | Horst Knauf        | FC Beringen       |          |
| A        | Arne Larsen Økland | RC France         |          |

### Sessione invernale
| Acquisti | Acquisti | Acquisti | Acquisti |
| R.       | Nome     | da       | Modalità |
| -------- | -------- | -------- | -------- |

| Cessioni | Cessioni | Cessioni | Cessioni |
| R.       | Nome     | a        | Modalità |
| -------- | -------- | -------- | -------- |

## Risultati

### Bundesliga

#### Girone di andata
| Arbitro: | Wiesel |

|                                |           |          |
| Pflügler 59’ Posner 74’ (aut.) | Marcatori | 70’ Waas |

| Arbitro: | Gabor |

|                         |           |  |
| Hörster 7’ Cha 11’, 64’ | Marcatori |  |

| Arbitro: | Werner |

|                        |           |                  |
| Sziedat 40’ Körbel 85’ | Marcatori | 74’ Cha 76’ Waas |

| Arbitro: | Walz |

|              |           |  |
| Waas 6’, 73’ | Marcatori |  |

| Arbitro: | Walz |

|                                     |           |  |
| Nilsson 34’ Bongartz 36’ Allofs 45’ | Marcatori |  |

| Arbitro: | Barnick |

|                                  |           |                                |
| Vöge 30’ Röber 76’ Waas 81’, 90’ | Marcatori | 32’ (rig.) Răducanu 79’ Dreßel |

| Arbitro: | Schmidhuber |

|                        |           |          |
| Hofmann 58’ Funkel 62’ | Marcatori | 43’ Waas |

| Arbitro: | Horeis |

|                  |           |              |
| Röber 49’ (rig.) | Marcatori | 57’ Allgöwer |

| Leverkusen 1º ottobre 1983, ore 15:30 CET 9ª giornata | Bayer Leverkusen | 0 – 0 referto | Arminia Bielefeld | Ulrich-Haberland-Stadion (9 700 spett.)\| Arbitro: \| Brückner \| |
| Arbitro:                                              | Brückner         |               |                   |                                                                   |

| Arbitro: | Michel |

|                 |           |                           |
| Thiele 67’, 74’ | Marcatori | 11’ Wójtowicz 44’ Bittorf |

| Arbitro: | Umbach |

|                                  |           |               |
| Cha 31’ Gelsdorf 46’ Hörster 79’ | Marcatori | 36’ Grünewald |

| Arbitro: | Niebergall |

|                             |           |  |
| Meier 16’, 53’ Neubarth 80’ | Marcatori |  |

| Arbitro: | Huster |

|                        |           |  |
| Waas 18’ Vöge 42’, 90’ | Marcatori |  |

| Arbitro: | Osmers |

|  |           |                                     |
|  | Marcatori | 27’ Bittorf 45’ (rig.) Waas 72’ Cha |

| Arbitro: | Heitmann |

|                              |           |  |
| Hörster 57’ Vöge 76’ Cha 86’ | Marcatori |  |

| Arbitro: | Correll |

|                                 |           |         |
| Mill 1’ Frontzeck 51’ Bruns 85’ | Marcatori | 66’ Cha |

| Arbitro: | Föckler |

|                  |           |           |
| Waas 34’ Cha 57’ | Marcatori | 4’ Allofs |

#### Girone di ritorno
| Arbitro: | Dellwing |

|          |           |                                                           |
| Vöge 84’ | Marcatori | 26’, 69’ Rummenigge 55’ Grobe 57’ Rummenigge 65’ Pflügler |

| Arbitro: | Horeis |

|                                    |           |                                |
| Burgsmüller 48’ Brunner 83’ (rig.) | Marcatori | 42’ Wójtowicz 55’ Cha 73’ Waas |

| Arbitro: | Theobald |

|              |           |                         |
| Waas 6’, 32’ | Marcatori | 57’ Svensson 90’ Müller |

| Arbitro: | Neuner |

|                                                 |           |  |
| von Heesen 16’ Schröder 21’ Schatzschneider 55’ | Marcatori |  |

| Arbitro: | Michel |

|               |           |  |
| Waas 36’, 64’ | Marcatori |  |

| Arbitro: | Ahlenfelder |

|                                 |           |  |
| Keser 13’ Klotz 20’ Wegmann 30’ | Marcatori |  |

| Arbitro: | Walz |

|                                     |           |                   |
| Röber 9’ (rig.), 41’ Winklhofer 47’ | Marcatori | 24’ (rig.) Funkel |

| Arbitro: | Umbach |

|                           |           |                     |
| Reichert 18’ Allgöwer 66’ | Marcatori | 53’ Zechel 70’ Bast |

| Arbitro: | Wiesel |

|                                     |           |  |
| Hupe 84’ Pagelsdorf 89’ (rig.), 90’ | Marcatori |  |

| Arbitro: | Ermer |

|              |           |  |
| Cha 45’, 73’ | Marcatori |  |

| Arbitro: | Retzmann |

|  |           |                    |
|  | Marcatori | 8’ Cha 15’ Hörster |

| Leverkusen 14 aprile 1984, ore 15:30 CEST 29ª giornata | Bayer Leverkusen | 0 – 0 referto | Werder Brema | Ulrich-Haberland-Stadion (12 000 spett.)\| Arbitro: \| Werner \| |
| Arbitro:                                               | Werner           |               |              |                                                                  |

| Braunschweig 28 aprile 1984, ore 15:30 CEST 30ª giornata | Eintracht Braunschweig | 0 – 0 referto | Bayer Leverkusen | Stadion an der Hamburger Straße (11 281 spett.)\| Arbitro: \| Gabor \| |
| Arbitro:                                                 | Gabor                  |               |                  |                                                                        |

| Arbitro: | Hontheim |

|  |           |            |
|  | Marcatori | 20’ Bührer |

| Arbitro: | Brehm |

|                     |           |          |
| Oswald 32’ Kree 73’ | Marcatori | 85’ Vöge |

| Arbitro: | Uhlig |

|                      |           |                         |
| Herlovsen 77’ (aut.) | Marcatori | 30’ Hannes 84’ Matthäus |

| Arbitro: | Risse |

|                 |           |  |
| Allofs 62’, 90’ | Marcatori |  |

### Coppa di Germania
| Arbitro: | Brehm |

|                        |           |                |
| Hein 63’, 85’ Linz 71’ | Marcatori | 40’ Winklhofer |

## Statistiche

### Statistiche di squadra
| Competizione      | Punti | In casa | In casa | In casa | In casa | In casa | In casa | In trasferta | In trasferta | In trasferta | In trasferta | In trasferta | In trasferta | Totale | Totale | Totale | Totale | Totale | Totale | DR |
| Competizione      | Punti | G       | V       | N       | P       | Gf      | Gs      | G            | V            | N            | P            | Gf           | Gs           | G      | V      | N      | P      | Gf     | Gs     | DR |
| ----------------- | ----- | ------- | ------- | ------- | ------- | ------- | ------- | ------------ | ------------ | ------------ | ------------ | ------------ | ------------ | ------ | ------ | ------ | ------ | ------ | ------ | -- |
| Bundesliga        | 34    | 17      | 10      | 4       | 3       | 32      | 16      | 17           | 3            | 4            | 10           | 18           | 34           | 34     | 13     | 8      | 13     | 50     | 50     | 0  |
| Coppa di Germania | -     | 0       | 0       | 0       | 0       | 0       | 0       | 1            | 0            | 0            | 1            | 1            | 3            | 1      | 0      | 0      | 1      | 1      | 3      | -2 |
| Totale            | 34    | 17      | 10      | 4       | 3       | 32      | 16      | 18           | 3            | 4            | 11           | 19           | 37           | 35     | 13     | 8      | 14     | 51     | 53     | -2 |

### Andamento in campionato
| Giornata  | 1  | 2 | 3 | 4 | 5 | 6 | 7 | 8 | 9 | 10 | 11 | 12 | 13 | 14 | 15 | 16 | 17 | 18 | 19 | 20 | 21 | 22 | 23 | 24 | 25 | 26 | 27 | 28 | 29 | 30 | 31 | 32 | 33 | 34 |
| --------- | -- | - | - | - | - | - | - | - | - | -- | -- | -- | -- | -- | -- | -- | -- | -- | -- | -- | -- | -- | -- | -- | -- | -- | -- | -- | -- | -- | -- | -- | -- | -- |
| Luogo     | T  | C | T | C | T | C | T | C | C | T  | C  | T  | C  | T  | C  | T  | C  | C  | T  | C  | T  | C  | T  | C  | T  | T  | C  | T  | C  | T  | C  | T  | C  | T  |
| Risultato | P  | V | N | V | P | V | P | N | N | N  | V  | P  | V  | V  | V  | P  | V  | P  | V  | N  | P  | V  | P  | V  | N  | P  | V  | V  | N  | N  | P  | P  | P  | P  |
| Posizione | 14 | 6 | 7 | 5 | 7 | 6 | 7 | 8 | 8 | 8  | 7  | 9  | 8  | 7  | 7  | 7  | 7  | 7  | 7  | 7  | 7  | 7  | 7  | 7  | 6  | 7  | 6  | 6  | 6  | 6  | 6  | 7  | 7  | 7  |

Legenda:

Luogo: C = Casa; T = Trasferta. Risultato: V = Vittoria; N = Pareggio; P = Sconfitta.

### Statistiche dei giocatori
| Giocatore     | Bundesliga | Bundesliga | Bundesliga  | Bundesliga | Coppa di Germania | Coppa di Germania | Coppa di Germania | Coppa di Germania | Totale   | Totale | Totale      | Totale     |
| Giocatore     | Presenze   | Reti       | Ammonizioni | Espulsioni | Presenze          | Reti              | Ammonizioni       | Espulsioni        | Presenze | Reti   | Ammonizioni | Espulsioni |
| ------------- | ---------- | ---------- | ----------- | ---------- | ----------------- | ----------------- | ----------------- | ----------------- | -------- | ------ | ----------- | ---------- |
| D. Bast       | 33         | 1          | 5           | 0          | 1                 | 0                 | 0                 | 0                 | 34       | 1      | 5           | 0          |
| U. Bittorf    | 22         | 2          | 5           | 1          | 0                 | 0                 | 0                 | 0                 | 22       | 2      | 5           | 1          |
| K. Bruckmann  | 0          | 0          | 0           | 0          | 0                 | 0                 | 0                 | 0                 | 0        | 0      | 0           | 0          |
| B. Cha        | 34         | 12         | 0           | 0          | 1                 | 0                 | 0                 | 0                 | 35       | 12     | 0           | 0          |
| J. Gelsdorf   | 32         | 1          | 5           | 0          | 1                 | 0                 | 0                 | 0                 | 33       | 1      | 5           | 0          |
| R. Geszlecht  | 20         | 0          | 0           | 0          | 1                 | 0                 | 0                 | 0                 | 21       | 0      | 0           | 0          |
| F. Glaß       | 0          | 0          | 0           | 0          | 0                 | 0                 | 0                 | 0                 | 0        | 0      | 0           | 0          |
| P. Hermann    | 7          | 0          | 0           | 0          | 0                 | 0                 | 0                 | 0                 | 7        | 0      | 0           | 0          |
| W. Hölzgen    | 1          | 0          | 0           | 0          | 0                 | 0                 | 0                 | 0                 | 1        | 0      | 0           | 0          |
| T. Hörster    | 27         | 4          | 4           | 0          | 1                 | 0                 | 0                 | 0                 | 28       | 4      | 4           | 0          |
| A. Nagel      | 0          | 0          | 0           | 0          | 0                 | 0                 | 0                 | 0                 | 0        | 0      | 0           | 0          |
| W. Patzke     | 13         | 0          | 2           | 0          | 1                 | 0                 | 0                 | 0                 | 14       | 0      | 2           | 0          |
| M. Pomp       | 5          | 0          | 0           | 0          | 0                 | 0                 | 0                 | 0                 | 5        | 0      | 0           | 0          |
| W. Posner     | 34         | 0          | 3           | 0          | 0                 | 0                 | 0                 | 0                 | 34       | 0      | 3           | 0          |
| J. Röber      | 32         | 4          | 2           | 0          | 1                 | 0                 | 0                 | 0                 | 33       | 4      | 2           | 0          |
| F. Saborowski | 16         | 0          | 1           | 0          | 1                 | 0                 | 0                 | 0                 | 17       | 0      | 1           | 0          |
| R. Vollborn   | 34         | 0          | 2           | 0          | 1                 | 0                 | 0                 | 0                 | 35       | 0      | 2           | 0          |
| W. Vöge       | 30         | 6          | 1           | 0          | 1                 | 0                 | 0                 | 0                 | 31       | 6      | 1           | 0          |
| H. Waas       | 25         | 15         | 0           | 0          | 1                 | 0                 | 0                 | 0                 | 26       | 15     | 0           | 0          |
| H. Winklhofer | 27         | 1          | 1           | 0          | 1                 | 1                 | 0                 | 0                 | 28       | 2      | 1           | 0          |
| R. Wójtowicz  | 32         | 2          | 2           | 0          | 1                 | 0                 | 0                 | 0                 | 33       | 2      | 2           | 0          |
| T. Zechel     | 10         | 1          | 2           | 0          | 0                 | 0                 | 0                 | 0                 | 10       | 1      | 2           | 0          |